# Giorgio Bassi
Giorgio Bassi (Milánó, 1934. január 20.) olasz autóversenyző.

## Pályafutása
1961-ben Giancarlo Rigamonti társaként részt vett a Le Mans-i 24 órás versenyen, ám technikai problémák miatt nem értek célba.
1965-ben kategóriagyőzelmet szerzett a Targa Florio-n. A 65-ös évben rajthoz állt a Formula–1-es világbajnokság olasz versenyén is. A futamon Bassi már a nyolcadik körben kiesett.

## Eredményei

### Le Mans-i 24 órás autóverseny
| Év   | Csapat       | Autó             | Csapattárs          | Helyezés |
| ---- | ------------ | ---------------- | ------------------- | -------- |
| 1961 | Abarth & Cie | Fiat Abarth 700S | Giancarlo Rigamonti | Kiesett  |

### Teljes Formula–1-es eredménylistája
(Táblázat értelmezése)

(Félkövér: pole-pozícióból indult; dőlt: leggyorsabb kört futott) 

| Év   | Csapat              | Modell  | Motor  | 1   | 2   | 3   | 4   | 5   | 6   | 7   | 8      | 9   | 10  | Helyezés | Pont |
| ---- | ------------------- | ------- | ------ | --- | --- | --- | --- | --- | --- | --- | ------ | --- | --- | -------- | ---- |
| 1965 | Scuderia Centro Sud | BRM P57 | BRM V8 | RSA | MON | BEL | FRA | GBR | NED | GER | ITA Ki | USA | MEX | -        | 0    |

## Külső hivatkozások
- Profilja a grandprix.com honlapon (angolul)
- Profilja a statsf1.com honlapon (angolul)
- Profilja a driverdatabase.com honlapon (angolul)